# Мейер, Артур
Артур Мейер (1850—1922) — немецкий ботаник, клеточный биолог и специалист по фармакогнозии. Мейер известен своими новаторскими работами по изучению структуры хлоропластов (которые Мейер называл «аутопласты») и других пластидов. Он был первым, кто назвал и описал хлорофилл-содержащие структуры хлоропластов, известные как тилакоиды.
Мейер работал в Марбургском университете. Он был членом «Marburg Circle», междисциплинарной биологической дискуссионной группы, сконцентрированной вокруг Эмиля Адольфа фон Беринга.

## Научные работы
- «Wissenschaftliche Drogenkunde: ein illustriertes Lehrbuch der Pharmakognosie u. eine wissenschaftliche Anleitung zur eingehenden botanischen Untersuchung pflanzlicher Drogen für Apotheker. Band 1» . Gaertner, Berlin 1891 Digital edition by the University and State Library Düsseldorf.
- «Wissenschaftliche Drogenkunde: ein illustriertes Lehrbuch der Pharmakognosie u. eine wissenschaftliche Anleitung zur eingehenden botanischen Untersuchung pflanzlicher Drogen für Apotheker. Band 2» . Gaertner, Berlin 1892 Digital edition by the University and State Library Düsseldorf.